# Laphria bancrofti
Laphria bancrofti là một loài ruồi trong họ Asilidae. Laphria bancrofti được Ricardo miêu tả năm 1913. Loài này phân bố ở miền Australasia.